# Belmont-Bretenoux
Belmont-Bretenoux è un comune francese di 349 abitanti situato nel dipartimento del Lot nella regione dell'Occitania.

## Società

### Evoluzione demografica
Abitanti censiti